# لورا فریزر
لورا فریزر (به انگلیسی: Laura Fraser) (زادهٔ ۲۴ ژوئیه ۱۹۷۵)، هنرپیشهٔ اسکاتلندی است. او بیشتر برای ایفای نقش در مجموعهٔ تلویزیونی خیال‌پردازی «نِوروِر»، داستان یک شوالیه، کوکو، پرنده اسکاتلندی، دخترعمو بت و مجموعه تلویزیونی جنایی شبکهٔ ای‌ام‌سی، برکینگ بد و اسپین‌آف آن بهتره با سال تماس بگیری شناخته شده است.